# Joseph Bernstein
Pour les articles homonymes, voir Bernstein.
Joseph Bernstein (parfois orthographié I. N. Bernshtein ou Iosif Naumovič Bernštejn ; en hébreu : יוס(י)ף נאומוביץ ברנשטיין ; en russe : Иосиф Наумович Бернштейн), est un mathématicien israélien né le 18 avril 1945 et travaillant à l'université de Tel Aviv. Il travaille dans les domaines de la géométrie algébrique, la théorie des représentations, et la théorie des nombres.

## Biographie
Bernstein reçoit son doctorat en 1972 sous la direction d'Israel Gelfand à l'université d'État de Moscou, et part à Harvard en 1983 en raison de la montée de l'antisémitisme en Union soviétique. Il est chercheur invité à l'Institute for Advanced Study de Princeton en 1985-1986 et de nouveau en 1997-1998.

## Travaux
Il est à l'origine, avec Mikio Satō, du polynôme de Bernstein-Sato.
En 1981, Bernstein annonce une preuve de la conjectures de Kazhdan-Lusztig et des conjectures de Jantzen avec Alexander Beilinson. Indépendamment de Beilinson et Bernstein, Jean-Luc Brylinski et Masaki Kashiwara ont obtenu une preuve des conjectures de Kazhdan-Lusztig. Cependant, la preuve de Beilinson-Bernstein apporte en plus une méthode de localisation qui établit une description géométrique de l'ensemble de la catégorie des représentations de l'algèbre de Lie, par « l'étalement » des représentations géométriques des objets de la vie sur la variété de drapeaux généralisée. Ces objets géométriques ont naturellement une notion intrinsèque de transport parallèle : ce sont des D-modules.
En 1982, il travaille avec Ofer Gabber, Pierre Deligne et Alexander Beilinson sur les faisceaux pervers. Cette équipe établit le « théorème de décomposition Beilinson, Bernstein, Deligne et Gabber » qui prouve, grâce au « théorème de pureté (en) », le très complexe théorème de Lefschetz sur les hyperplans et établit un théorème de semi-simplicité évaluant les caractéristiques et l'existence d'un groupe de Galois. Ces travaux correspondent à de grands progrès dans la maîtrise des variétés algébriques en topologie algébrique.

## Prix et distinctions
En 1976 il reçoit le prix de la Société mathématique de Moscou.
En 1998 il est conférencier invité au Congrès international des mathématiciens à Berlin avec pour sujet Analytic structures on representation spaces of reductive groups.
Bernstein est élu à l'Académie israélienne des sciences et lettres en 2002 et il entre à l'Académie américaine des sciences en 2004.
En 2004, Bernstein reçoit le prix Israël pour les mathématiques,.
En 2012, il devient fellow de l'American Mathematical Society.

## Publications choisies
- Alexander A. Beilinson, Joseph Bernstein et Pierre Deligne, Faisceaux pervers : Analyse et topologie sur les espaces singuliers, I (Luminy, 1981), vol. 100, Paris, Société mathématique de France, coll. « Astérisque », 1982, p. 5-171.
- D. Bump, J. W. Cogdell, E. Shalit, D. Gaitsgory, E. Kowalski, S. S. Kudla, Joseph Bernstein (éd.) et Stephen Gelbart (éd.), An Introduction to the Langlands Program, Springer, 2004, ix + 281 (ISBN 978-3-76433211-2, DOI 10.1007/978-0-8176-8226-2).